# IC 4059
IC 4059 је елиптична галаксија у сазвјежђу Береникина коса која се налази на листи објеката дубоког неба у Индекс каталогу.
Деклинација објекта је + 19° 16' 23" а ректасцензија 13h 1m 15,4s. Привидна величина (магнитуда) објекта IC 4059 износи 15,0 а фотографска магнитуда 16,0.